# Tournoi de Wimbledon 1907
 (mai 2023).
Si vous disposez d'ouvrages ou d'articles de référence ou si vous connaissez des sites web de qualité traitant du thème abordé ici, merci de compléter l'article en donnant les références utiles à sa vérifiabilité et en les liant à la section « Notes et références ».

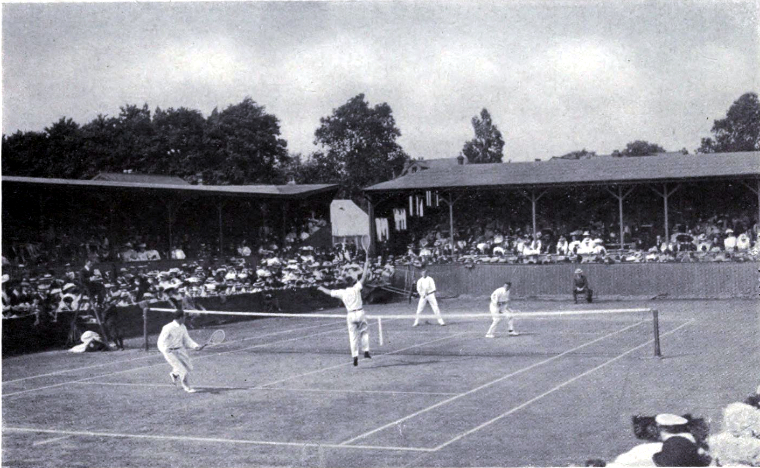
Finale double messieurs du tournoi : Beals Wright et Karl Behr contre Anthony Wilding et Norman Brookes

Résultats du Tournoi de Wimbledon 1907.

## Simple messieurs
Finale : Norman Brookes  Australie bat Arthur Gore  Royaume-Uni 6-4, 6-4, 6-2

## Simple dames
Finale : May Sutton  États-Unis bat Dorothea Douglass Chambers  Royaume-Uni 6-1, 6-4